# De Poll (Glimmen)

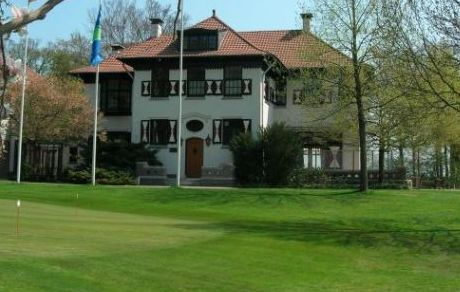
Voormalige huize De Poll, sinds 1953 clubhuis van de Noord-Nederlandse Golf & Country Club

De Poll, vroeger De Pol genaamd, is een landgoed aan de Pollselaan 5 ten zuiden van Glimmen in de gemeente Groningen in de Nederlandse provincie Groningen. Het landgoed ligt in het dal van de Drentsche Aa. Ten zuiden van het landgoed ligt het landgoed Blanckenborch, waarop het (heruitgegraven) Pollmeer (vroeger Pollsche meer) ligt. Op het landgoed ligt sinds 1953 de golfbaan van de Noord-Nederlandse Golf & Country Club. Het landgoed valt onder de Natuurschoonwet van 1928.

## Geschiedenis

### Landgoed
Vroeger lag op de plek van het huidige landgoed een open stuk heideveld genaamd 'De Pol'. Dit veld werd lange tijd bewust open gehouden om dit gebied als natuurlijke barrière tegen vijandelijke invallen te kunnen gebruiken. Begin 19e eeuw was dit veld eigendom van gedeputeerde (voor Groningen) Ludolph Theodorus van Hasselt. Zijn zoon, belastingontvanger Johan Coenraad van Hasselt, verkocht dit veld in 1814 voor koopman Abraham Hesselink (die blijkbaar tussendoor eigenaar was geworden) aan apothecaris Herman Christiaan Reinders. Johan Coenraad van Hasselt liet er echter wel een huis bouwen in 1816 en liet er ook een parkachtig stuk dennenbos aanplanten. De rest van de heide liet hij omvormen tot bouwland. In 1824 kocht Van Hasselt het terrein terug, dat toen 61 hectare omvatte.
In de jaren 1850 of 1860 werd een groot stuk verkocht aan de staatsspoorwegen voor de aanleg van de Spoorlijn Meppel - Groningen die in 1870 werd geopend.
In 1871 verkochten de erven Van Hasselt (Maria van Bergen en zijn vijf kinderen) het landgoed, dat toen werd omschreven als "Het Landgoed de Poll, bestaande in Heerenbehuizing met ruime schuuren koestalling benevens koetshuis en paardestallen en een afzonderlijk schuurtje voorts lanen, singels, boomgaard, gazon, kersegaard, tuinen, appelhof, bouw-, weide en hooiland en dennebosch tezamen groot vierentwintig bunders tweeënveertig vierkante roed en zesentwintig vierkante ellen." De kopers waren graaf Jean Baptiste Remy François Dumonceau de Bergendal (1827-1891) en zijn vrouw Gravin Margarethe Catharina Ardesch. Dumonceau was directeur van een vlasfabriek in Groningen (machinale Vlasspinnerij aan het Schuitendiep, waar nu de Vlasstraat is) en was een zoon van Jean-Baptiste Dumonceau.
Dumonceau liet het huis afbreken, waarna er in de jaren 1880 een nieuwe boerderij werd gebouwd. Deze boerderij was tot 1920 in gebruik bij de familie Hendriks en vervolgens bij de familie Honebeeke. In 1971 ging Johan Willem Honebeeke er met zijn vrouw en jongere broer Albert wonen. Later werd de boerderij omgevormd tot een werk- en opslagplaats voor de greenkeepers.

### Bouw van een krankzinnigengesticht?
In 1888 overwoog de gemeente Groningen om het landgoed deels te gebruiken voor een 'cottage gesticht', dat als centrale opvang voor 'krankzinnigen' voor Groningen en Drenthe moest gaan dienen. In 1890 werd door architect Egbert Wentink een ontwerp gemaakt voor 250 opvangplaatsen met een hoofdgebouw, 'oeconomiegebouw', een zestal paviljoens, een ziekenbarak, een tweetal werkloodsen en een lijkenhuis. Het jaar erop werd met Dumanceau onderhandeld over de aankoop van het terrein en omliggende percelen van andere eigenaren. De onderhandelingen liepen echter stuk en het ontwerp werd uiteindelijk gerealiseerd in Loosduinen. In 1901 werd de bouw van het complex nogmaals ter sprake gebracht, maar ook nu werd de bouw niet gerealiseerd. Het landgoed behield daardoor zijn functie.
Na de dood van Dumonceau verkocht zijn weduwe het landgoed in 1893 aan politicus Willem Jacob Geertsema, wiens broer Carel Coenraad reeds het nabijgelegen noordelijke deel van het Noordlaarderbos bezat. Het landgoed had toen een omvang van ruim 40 hectare. Na de dood van Geertsema in 1902 erfde zijn weduwe Antoinette Adelaïde Du Rij van Beest Holle het landgoed.

### Bouw van de villa
Tussen 1913 en 1914 liet de zoon van Du Rij van Beest Holle, bankier Johan Herman Geertsema Willemszoon, een villa bouwen met een fraai uitzicht over de Drentsche Aa en het aangrenzende beekdal, de Westerlanden. Deze gepleisterde villa met chalet-elementen werd gebouwd onder architectuur van Gerrit Nijhuis. Nijhuis tekende ook voor de bijbehorende tuinmanswoning (Pollseweg 3). Het huis kreeg de naam De Pol, maar vanaf 1915 (toen Geertsema verhuisde naar het huis vanaf zijn vorige woning, villa Blankeweer) werd dit De Poll. Voor het huis werd bij de bouw ook een eigen oprijlaan aangelegd, die later naar het zuiden werd verplaatst. Geertsema woonde er slechts twee jaar: In 1917 verkocht hij het huis aan de Groningse koffiehandelaar Willem Onnes, die later zijn naam wijzigde in Willem Rost Onnes (naar zijn moeder Rost).

### Golfbaan
Na de dood van de vrouw van Rost Onnes, Meta Dorothea Ludmilla Koenig, verkocht hij het 40 hectare grote landgoed in 1951 aan de Noord-Nederlandse Golf & Country Club. Deze golfclub was een jaar eerder opgericht door majoor Kees Poll en speelde tot dan op een terrein dat eigenlijk voor de uitbreiding van luchthaven Eelde was bedoeld. De golfclub vormde het terrein vervolgens om tot een golfbaan naar ontwerp van de Schotse architect Sir Guy Campbell. Deze liet 9 holes op het terrein aanleggen. De aanleg werd uitgevoerd door 60 werkloze arbeiders van de Dienst Uitvoering Werken. Omdat het de bedoeling was zoveel mogelijk mensen aan de slag te helpen, werd het werk vooral uitgevoerd door handarbeid. Voor de aanleg moesten veel dennenbomen worden gekapt, maar er werden ook een groot aantal sparren voor terug geplant. De golfbaan werd in 1954 geopend door Commissaris van de Koningin Edzo Hommo Ebels. Het huis van Rost Onnes werd omgevormd tot het nieuwe clubhuis van de golfclub.
Tijdens de Treinkaping bij De Punt in 1977 werd in het clubhuis een commandopost ingericht, waar 40 soldaten en mariniers bivakkeerden. De Molukse kapers schoten daarbij diverse malen op het huis.
In 1984 werd het landgoed uitgebreid met 13 hectare, waarop de golfbaan werd uitgebreid naar 18 holes naar ontwerp van architect Frank Pennink. Tijdens de aanleg werd in 1986 nog een stuk bos met een pingoruïne aangekocht. Bij de uitleg van de nieuwe holes werd 3 hectare naaldbos omgevormd tot loofbos en werd nog eens 5 hectare loofbos aangeplant. De nieuwe golfbaan werd in 1987 geopend door Commissaris van de Koningin Henk Vonhoff. De opening zou eigenlijk door prins Bernhard gebeuren, maar deze zegde op het laatste moment af.
In 1991 werd het clubhuis uitgebreid. In 1992 werd nog eens 3,3 ha aangekocht van een buurman, waarna in de jaren tot en met 1998 de golfbaan werd geoptimaliseerd naar ontwerp van architect Donald Steel.